# کوت ادو، پاکستان

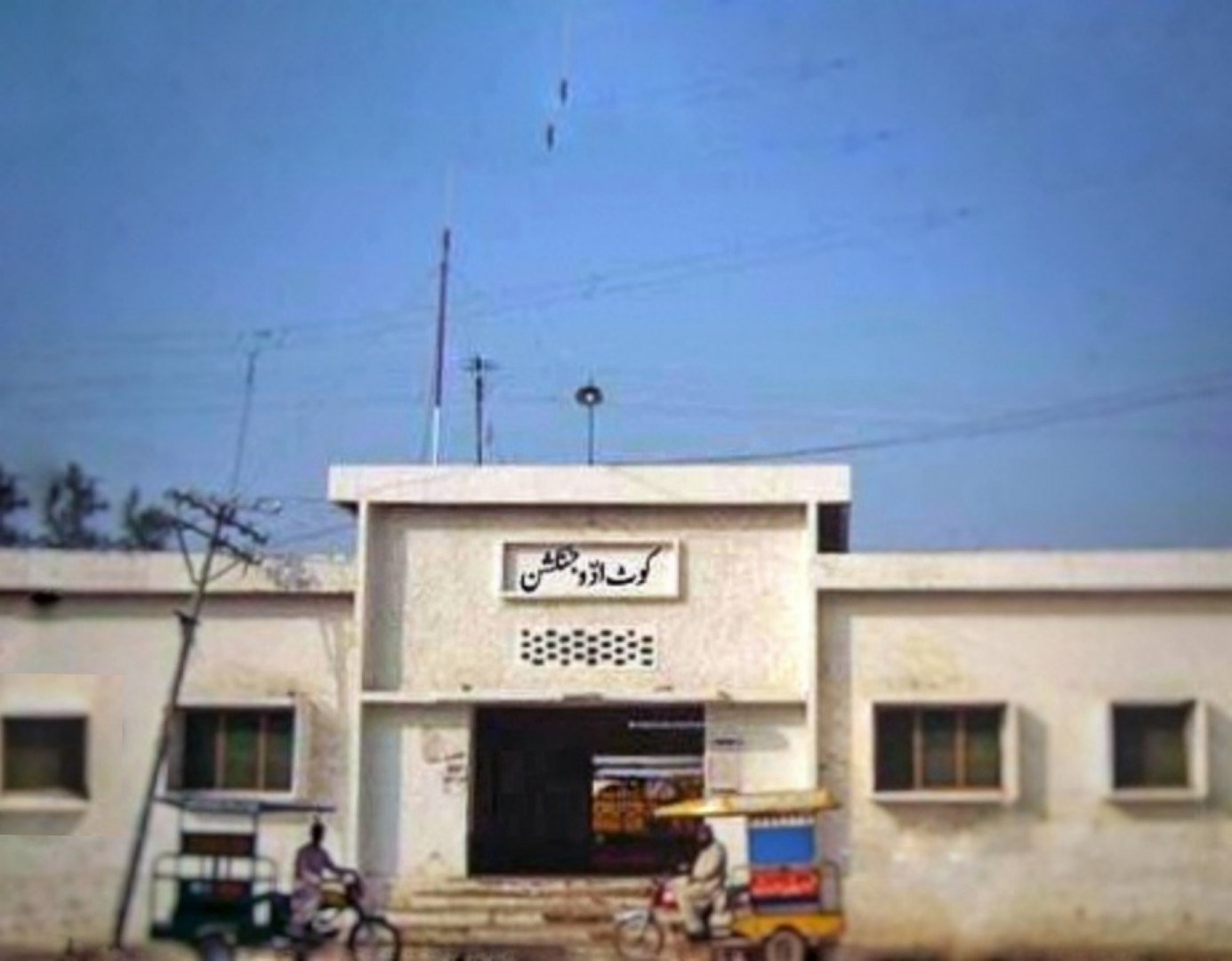
نمایی از ایستگاه راه‌آهن کوت ادو در ایالت پنجاب (پاکستان) - ۲۰۱۸

کوت ادو (به اردو: کوٹ ادو) شهری در ایالت پنجاب (پاکستان) کشور پاکستان است که در سرشماری سال ۲۰۰۶ میلادی، ۱۰۸٫۲۴۴ نفر جمعیت داشته است.